# Navigium Isidis

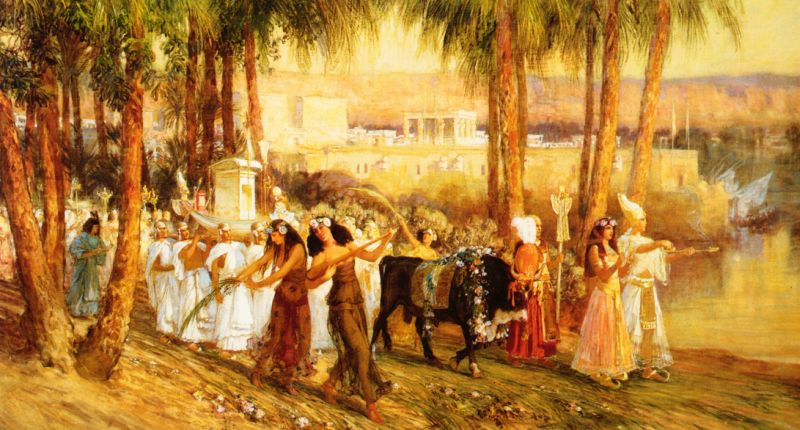
Procesión en honor de Isis (1902), representando la fiesta de la Navigium Isidis, por Frederick Arthur Bridgman.

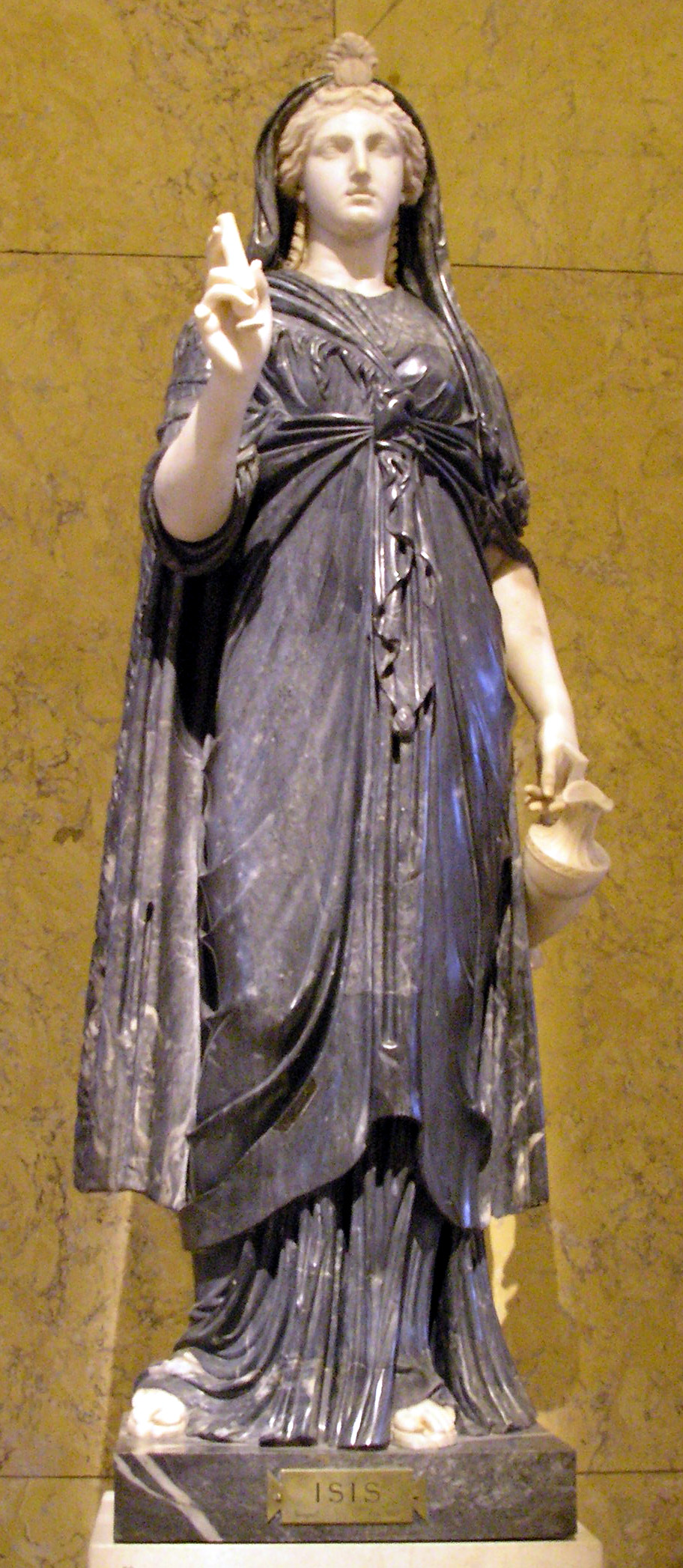
Estatua romana de Isis del, portando los restos de un sistro y una sítula, recipiente con el agua mágica del Nilo.

La Navigium Isidis (Nave de Isis) fue una antigua fiesta religiosa anual romana que se celebraba en honor de la diosa Isis. Esta celebración isíaca estaba muy extendida en la religión romana de todo el Imperio hacia el año 150.

## Realización
La fiesta tenía lugar en la primera luna llena después del equinoccio de primavera. Se formaba una procesión, donde la estatua de la diosa era sacada del templo, portada por sacerdotes con un cortejo con música y danza, donde determinados personajes iban enmascarados (máscara de Anubis), y llevada hasta la costa y embarcada en una nave de madera decorada con ofrendas florales, dando paso, simbólicamente, al inicio de la temporada de navegación. Con la tradición católica la Navigium Isidis se dividió en Pascua (la resurrección después del equinoccio de primavera) y Carnaval (carrus navalis, la procesión de las máscaras).
Esta fiesta sobrevivió a la persecución cristiana sobre los paganos decretada por Teodosio I el Grande (391) y la persecución de Arcadio contra la religión romana.
Durante el Imperio Romano, se continuó celebrando en Italia, al menos, hasta el año 416. En Egipto, fue suprimida por las autoridades cristianas en el siglo VI.
El Carnaval moderno se asemeja a la fiesta de la Navigium Isidis, y algunos estudiosos son de la opinión que comparten el mismo origen. Muchos elementos del Carnaval, han sido, a su vez, apropiados por la fiesta del Corpus Christi, particularmente en la península ibérica (España y Portugal).